# Wombatokształtne
Wombatokształtne (Vombatiformes) – podrząd ssaków z rzędu dwuprzodozębowców (Diprotodontia).

## Rozmieszczenie geograficzne
Podrząd obejmuje gatunki występujące w Australii.

## Podział systematyczny
Do podrzędu należą następujące występujące współcześnie infrarzędy:
- Phascolarctomorphia K.P. Aplin & M. Archer, 1987 – jedynym przedstawicielem są Phascolarctidae R. Owen, 1839 – koalowate
- Vombatomorphia K.P. Aplin & M. Archer, 1987

Opisano również rodzinę wymarłą o niepewnym statusie taksonomicznym (incertae sedis):
- Maradidae Black, 2007